# Діяльність ОУН та УПА на Житомирщині
Житомирщину можна назвати справжньою "Колискою УПА". Адже ще восени 1921 року на Житомирщині діяли збройні формування під назвою "Українська повстанська армія". У 1940-их роках за незалежність України боролась "УПА – Поліська Січ" під проводом отамана Тараса Бульби-Боровця, ОУН (Андрія Мельника) та ОУН (Степана Бандери), які згодом об'єдналися в одну потугу: Українську Повстанську Армію.
У травні 1943 року Головна Команда УПА-Північ направила відділ УПА у тримісячний рейд по тимчасово окупованих Житомирській області і західній частині Київської області Української РСР. За час рейду відділ провів 15 успішних боїв з німецькими поліцейськими частинами та групами грабіжників. Цей відділ знищив німецьку поліцейську школу біля Житомира з залогою 260 поліцаїв, а недалеко від с.Устинівка Потіївского району 25 липня розбив німецький військовий підрозділ, який був спеціально спрямований на розгром цього спецвідділу УПА. З німецької сторони було понад сто вбитих, поранених і полонених.
У жовтні 1943 року рейдуюча група УПА в кількості 6 сотень по Житомирщині, Київщині, Вінниччині і Кіровоградщині зводить цілу низку важких і великих боїв з німецькими і румунськими військами. Найбільші бої і величезні втрати у ворога: 15.10.1943 - біля с.Могилівка, на шляху Зв'ягель-Коростень, 17.10.1943 - в містечку Бараші, 20.10.1943 в с.В'язовець, Пулинського району та інші.
Про рейдах УПА в Житомирську область зробив доповідь нарком держбезпеки УРСР Сергій Савченко 20 вересня 1943: «За даними від 7.9.43 р відомо, що з Західних областей України, у напрямку до Київської, Житомирської та Вінницької областей, просуваються великі загони українських націоналістів, озброєні гарматами, мінометами і великою кількістю автоматичної зброї. Кілька таких загонів, загальною чисельністю до 2000 чоловік, прибули в райони Коростень та Малин (Житомирська область). На шляху свого просування загони націоналістів ведуть боротьбу і з німцями, і з партизанами. Особовий склад дрібних партизанських груп партизани по-звірячому знищують - рубають на шматки. Зупиняючись в селах, в районі м. Коростень, загони націоналістів виставляли посилену охорону і всім складом молилися за «самостійну Україну». Серед населення загони поширюють листівки і відозви за підписом "Головна квартира Української повстанської армії"».